# Fredrik Reinhold Egerström

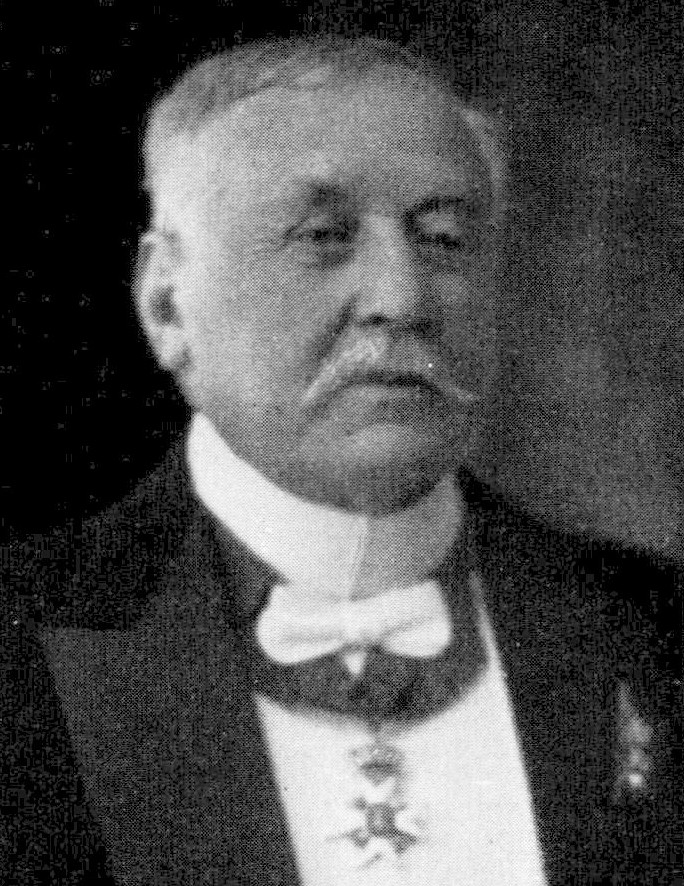
Fredrik Reinhold Egerström.

Fredrik Reinhold Egerström, född 6 juli 1851 i Skeppsholms församling, död 17 april 1926 i Östertälje församling, var en svensk agronom och ämbetsman.

## Biografi
Fredrik Reinhold Egerström var son till kommendör Arvid Reinhold Wilhelm Egerström och Maria Trafvenfelt samt svärson till Gustaf Lagerbjelke. Efter mogenhetsexamen vid Stockholms lyceum blev han student vid Uppsala universitet, filosofie kandidat 1873 och juris utriusque kandidat 1878. I början av studierna, som främst rörde filosofi, blev han en ivrig anhängare av Christopher Jacob Boström. Han blev därefter extraordinarie notarie i Svea hovrätt och sedan extraordinarie notarie i Stockholms rådhusrätt. 1880–1881 innehade han olika domarförordnanden inom Södra Roslags domsaga innan han 1881 blev vice häradshövding. 
Egerström företog därefter en studieresa genom Danmark, Preussen, Österrike, Bayern, Italien och Frankrike 1881–1882 och anställdes vid sin återkomst som amanuens i Civildepartementet. Han innehade sedan flera förordnanden som kanslisekreterare och byråchef inom Civildepartementet 1883–1892. 1883–1889 var han även notarie i riksdagens lagutskott och från 1890 sekreterare och från 1895 ledamot i Lantbruksstyrelsen. Egerström var 1909–1919 chef för byrån för kansli- och ekonomiska ärenden inom Lantbruksstyrelsen och ledamot av kommittén för den centrala veterinärförvaltningens omorganisation 1909.
Han blev riddare av Vasaorden 1897 (kommendör första klass 1918), riddare av Nordstjärneorden 1901, ledamot av lantbruksakademin 1901 och hedersledamot av samma akademi 1920. Från 1904 var han ägare till godset Hanstavik utanför Södertälje. Hans ättlingar äger och bebor gården fortfarande idag.